# George Nepia

a Compétitions nationales et continentales officielles uniquement.

b Matchs officiels uniquement.
Dernière mise à jour le 14 novembre 2021.
George Nepia, né le 25 avril 1905 à Wairoa, mort le 27 août 1986 à Ruatoria, est un ancien joueur de rugby à XV et de rugby à XIII néo-zélandais qui a joué 46 fois (dont 9 tests matchs) pour les All-Blacks de 1924 à 1930. C'était un joueur de 1,75 m et 82 kg qui occupait le poste d'arrière.

## Carrière de joueur
Nepia a fait partie d'une fameuse équipe des All Blacks (appelée les invincibles) qui a remporté 30 rencontres lors d’une tournée en européenne en 1924-1925. C'était à cette époque le meilleur arrière au monde, malgré son jeune âge.
Il a manqué plusieurs tournées des All Blacks, soit à cause de blessures, soit parce qu'en tant que Māori il pouvait difficilement jouer en Afrique du Sud, pays ségrégationniste à ce moment-là. Ainsi, il n'est pas retenu en 1928 pour la tournée en Afrique du Sud en raison de ses origines māori.
En 1935 il était capitaine de l'équipe des Māori de Nouvelle-Zélande lors d'une tournée en Australie.
Pour assurer son avenir financier, il accepta 500 £ pour partir à Londres jouer au rugby à XIII au Streatham and Mitcham club en 1936. Puis il joua pour Halifax avant de repartir rejoindre sa femme  Huinga et ses 4 enfants en Nouvelle Zélande, où il fut sélectionné dans les Kiwis, et battit l'équipe d'Australie.
Après guerre, il rejoua au rugby à XV pour la province de la côte Est et le club des Olympians.
Au total il a disputé 46 matchs avec les Blacks, 24 avec les Māori et 43 pour les provinces de Hawke’s Bay et East Coast.

## Palmarès de joueur
- Nombre de tests avec les Blacks :  9
- Autres matchs avec les Blacks : 37
- Nombre total de matchs avec les Blacks : 46
- Première cape : 5 juillet 1924
- Dernière cape : 9 août 1930
- Matchs avec les Blacks par année : 33 en 1924, 6 en 1925, 2 en 1929, 5 en 1930